# (349507) 2008 QY
(349507) 2008 QY es un asteroide Apolo, un objeto próximo a la Tierra (NEO) y un asteroide potencialmente peligroso, con un diámetro estimado entre 520 metros y 1,2 km. El cuerpo pasará a una distancia nominal de 6.324.888 km (0,042 UA) de la Tierra, el 3 de octubre de 2023, a las 20:38 UTC.

## Datos de aproximación más cercana
| Fecha/Hora (UTC)            | Distancia mínima a la Tierra | Distancia mínima a la Tierra | Distancia máxima a la Tierra | Distancia máxima a la Tierra | Velocidad relativa (km/s) |
| Fecha/Hora (UTC)            | km                           | UA                           | km                           | UA                           | Velocidad relativa (km/s) |
| --------------------------- | ---------------------------- | ---------------------------- | ---------------------------- | ---------------------------- | ------------------------- |
| 3 de octubre de 2023, 20:38 | 6.324.810                    | 0,04228                      | 6.324.967                    | 0,04228                      | 20.96                     |

No hay riesgo de un impacto en la Tierra durante el acercamiento a la Tierra en octubre de 2023.

## Próximos acercamientos a la Tierra
| Fecha/Hora (UTC)                | Distancia mínima a la Tierra | Distancia mínima a la Tierra | Distancia máxima a la Tierra | Distancia máxima a la Tierra | Velocidad relativa (km/s) |
| Fecha/Hora (UTC)                | km                           | UA                           | km                           | UA                           | Velocidad relativa (km/s) |
| ------------------------------- | ---------------------------- | ---------------------------- | ---------------------------- | ---------------------------- | ------------------------- |
| 16 de octubre de 2028, 00:41    | 48.498.789                   | 0,32419                      | 48.499.010                   | 0,32420                      | 29.73                     |
| 6 de febrero de 2036, 07:14     | 43.222.911                   | 0,28893                      | 43.223.181                   | 0,28893                      | 27.74                     |
| 20 de febrero de 2041, 07:29    | 20.549.300                   | 0,13736                      | 20.549.416                   | 0,13736                      | 18.96                     |
| 25 de agosto de 2042, 20:52     | 58.496.030                   | 0,39102                      | 58.496.250                   | 0,39102                      | 11.82                     |
| 27 de septiembre de 2042, 01:15 | 58.131.560                   | 0,38859                      | 58.131.820                   | 0,38859                      | 11.27                     |